# Soneto
O soneto (do italiano sonetto, pequena canção ou, literalmente, pequeno som) é uma forma fixa de poema, a mais cultivada da literatura ocidental. É composto por quatorze versos, geralmente decassílabos ou dodecassílabos rimados, que podem ser divididos em dois quartetos e dois tercetos, na variante italiana, ou em três quartetos e um dístico, na variante inglesa. As duas primeiras estrofes (ou as três primeiras) apresentam e desenvolvem o tema do poema, e as duas últimas (ou apenas a última) o conclui de maneira arrebatadora.
Sua invenção é modernamente atribuída a Giacomo da Lentini, mas foi o poeta italiano Francesco Petrarca quem o consagrou por toda a Europa, alcançando outros escritores notáveis que também o cultivaram, como Camões, Góngora e Shakespeare, este último responsável pela difusão da variante inglesa. Ao longo do renascimento e da Idade Moderna se tornou a forma padrão de poema no Ocidente, status que só foi desfeito com o iluminismo e o romantismo, e ainda hoje vem sendo cultivado por inúmeros gênios literários, como Pablo Neruda, Vinicius de Moraes e Bruno Tolentino.

## Estrutura
Pode ser apresentado em três formas de distribuição dos versos: 
- Soneto italiano ou petrarquiano: apresenta duas estrofes de quatro versos (quartetos) e duas de três versos (tercetos);
- Soneto inglês ou Shakespeariano: três quartetos e um dístico;
- Soneto monostrófico: Apresenta uma única estrofe de 14 versos:

Para além destas formas, pode haver o acrescentamento (geralmente de três versos) feito aos 14 versos de um soneto. Este acrescentamento é chamado de estrambote e o poema passa a chamar-se soneto estrambótico. O termo deriva do italiano strambotto ("extravagante, irregular"). Uma vez que o soneto é caracterizado exatamente como um poema de 14 versos — tradicionalmente dois quartetos e dois tercetos —, o acréscimo de um ou mais versos no final do poema (de acordo com a conveniência do escritor) faz da obra um soneto irregular — estrambótico, como usado, por exemplo, por Miguel de Cervantes.

## História

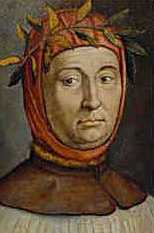
Petrarca, um dos grandes sonetistas da literatura italiana medieval.

O soneto teria sido criado no começo do século XIII, possivelmente na Sicília, onde era cantado na corte de Frederico II Hohenstaufen da mesma forma que as tradicionais baladas provençais. A invenção do soneto é atribuída a Jacopo da Lentini - conhecido como Jacopo Notaro, após receber o título «Jacobus de Lentino domini imperatoris notarius» - poeta siciliano e imperial de Frederico II, e surgiu ali como uma espécie de canção ou de letra escrita para música, possuindo uma oitava e dois tercetos, com melodias diferentes. Outras fontes poderão atribuir tal invenção a outros poetas, maioritariamente provençais, embora sua difusão tenha se dado indubitavelmente através dos italianos. 
O número de linhas e a disposição das rimas permaneceu variável até que o poeta toscano Guittone d'Arezzo (ou Fra Guittone), tornou-se o primeiro a adotar e aderir definitivamente àquilo que seria reconhecido como a melhor forma de expressão de uma emoção isolada, pensamento ou ideia: o soneto. Durante o século XIII criou o soneto guitoniano, padronizado, cujo estilo foi empregado por Petrarca e Dante, com pequenas variações.
Coube ao fiorentino Francesco Petrarca aperfeiçoar a estrutura poética iniciada na Sicília, difundindo-a por toda a Europa em suas viagens. Sua obra engloba 317 sonetos contidos no Il Canzoniere, a coletânea de poesia que exerceu influência sobre toda a literatura ocidental. Os melhores poemas desse livro são dedicados a Laura de Novaes, por quem possuía um amor platônico. Destacam-se os recursos metafóricos e o lirismo erótico dos sonetos. Petrarca popularizou os esquemas de rimas abba abba cdc dcd e abba abba cde cde.
Dante Alighieri, o autor de A Divina Comédia, e também um seguidor de Guittone, em sua infância já compunha sonetos amorosos. Seu amor impossível por Beatriz (provavelmente Beatrice Portinari) foi imortalizado em vários sonetos em Vita Nuova, seu primeiro trabalho literário de grande importância.
Graças a uma viagem que fez para a Itália entre 1521 e 1526, o poeta português Sá de Miranda regressou com uma nova estética poética para Portugal, introduzindo pela primeira vez o soneto, a canção, a sextina, as composições em tercetos e em oitavas, e os versos de dez sílabas, conhecidos como decassílabos. Luís Vaz de Camões adotou essa estética, compondo diversos sonetos com o amor como tema principal e imortalizando o soneto em língua portuguesa:
Eu cantarei de amor tão docemente,

Por uns termos em si tão concertados,

Que dous mil acidentes namorados

Faça sentir ao peito que não sente.

Farei que Amor a todos avivente,

Pintando mil segredos delicados,

Brandas iras, suspiros magoados,

Temerosa ousadia, e pena, ausente.

Também, Senhora, do desprezo honesto

De vossa vista branda e rigorosa,

Contentar-me-hei dizendo a menor parte.

Porém para cantar de vosso gesto

A composição alta e milagrosa,

Aqui falta saber, engenho, e arte.
William Shakespeare, além de teatrólogo, desenvolveu o soneto inglês, composto por três quartetos e um dístico, diferente da composição original de Petrarca. Desde o século XVI, o soneto adquiriu importância ao redor do mundo, tornando-se a melhor representação da poesia lírica. Alguns casos notáveis são: o poeta russo Aleksandr Pushkin compôs Eugene Onegin, um poema repleto de sonetos adotado por Tchaikovsky para compor uma de suas óperas; o francês Charles Baudelaire ajudou a divulgar os sonetos em versos alexandrinos e com novos esquemas de rimas, como abba cddc, efe fef (o chamado soneto parnasiano), em Les Fleurs du Mal. Vivaldi também usou sonetos e Liszt musicou sonetos de Petrarca.
Finalmente, após aderir ao humanismo e ao estilo barroco, o poema dos catorze versos acabou sendo desprezado pelos iluministas. No século XIX, ele voltou a ser cultivado, com mais fervor, por românticos, parnasianos e simbolistas, sobrevivendo ao verso livre do modernismo - que viria em seguida - até os dias atuais.

## Grandes sonetistas em língua portuguesa

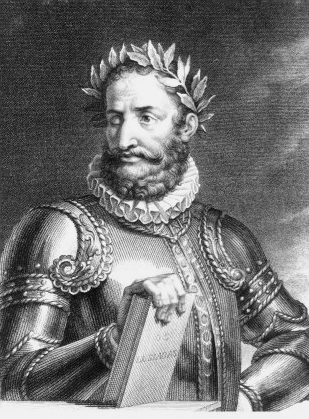
Camões.

Alguns dos principais sonetistas em língua portuguesa são:
- Antero de Quental
- Augusto dos Anjos
- Bruno Tolentino
- Camilo Pessanha
- Cláudio Manuel da Costa
- Cruz e Sousa
- Florbela Espanca
- Glauco Mattoso
- Gregório de Matos Guerra
- Jorge de Lima
- Luís Vaz de Camões
- Manuel Maria Du Bocage
- Olavo Bilac
- Raul de Leoni
- Tomaz de Figueiredo
- Vinícius de Moraes